# Simon Gougnard
Simon Gougnard (Nijvel, 17 januari 1991) is een Belgische hockeyer.

## Levensloop
Gougnard is international bij de Belgische hockeyploeg. Hij nam met deze ploeg deel aan de Olympische Spelen 2012 in Londen, waar de vijfde plaats werd behaald en aan de Olympische Spelen 2016 in Rio de Janeiro waar de Red Lions zilver behaalden. 
In clubverband speelde Gougnard in Nederland bij TMHC Tilburg, Oranje Zwart en HC Bloemendaal en in België bij de Waterloo Ducks en Racing Brussel, KHC Leuven en KHC Dragons. Zijn jeugdopleiding kreeg hij bij Royal Pingouin HC.